# Fíbula de Preneste
La fíbula de Preneste (en llatí fibula praenestina) és una fíbula d'or amb una inscripció que es considera el primer testimoni escrit del llatí antic, anterior al vas de Duenos. Està datada entre finals del segle vii i principis del vi aC i mesura 10,7 cm x 2,5 cm. Va ser publicada per primera vegada el 1887 per Wolfang Helbig i Ferdinand Dümmler. Tot i que la seva troballa va ser irregular i procedeix, segurament, d'una excavació arqueològica il·legal, es creu que va descoberta a un jaciment funerari de la ciutat italiana de Palestrina (l'antiga Preneste), al Laci.
Malgrat el fet que va ser considerada falsa durant els anys 80 i 90 del segle xx, avui dia s'ha confirmat la seva autenticitat. Actualment es conserva al Museu Pigorini de Roma.

## Història de la troballa
El 7 de gener de 1887 s'organitzà una trobada a l’Institut Arqueològic Alemany de Roma on Ferdinand Dümmler va fer la lectura i explicació lingüística de la inscripció, encomanada per Wolfang Helbig, ja que ell no tenia formació de filòleg. Una setmana més tard, el 16 de gener de 1887, Helbig mateix va presentar la fíbula als Rendiconti dell’Accademia Nazionale dei Lincei i, la setmana següent, el 26 de gener de 1887 es va publicar la comunicació de Helbig i Dümmler al Wochenschrift für klassiche Philologie (Setmanari de filologia clàssica). Helbig hi afirmà que s'havia trobat a una tomba prop de Palestrina i la datà al VI aC pel context arqueològic. No obstant això, a la següent publicació que va fer aquell mateix any, Helbig va declarar la irregularitat del seu origen: va explicar que un amic seu l’havia comprada uns anys abans (el 1871) a Palestrina, i que no coneixia la tomba on s'havia trobat. Tot i això, la comparació amb altres fíbules semblants (però sense inscripció) el feia estar convençut de la seva datació el segle VI aC.
El 1889, Francesco Martinetti, antiquari de professió, va donar la fíbula al Museo Villa Giulia, on va ser integrada dins de l'exposició. Però pocs anys més tard, el 1898, Georg Karo va assegurar en una publicació que la fíbula havia estat trobada a la tomba Bernardini, jaciment arqueològic prop de Palestrina que s'excavava des de feia uns anys. Aquesta afirmació va despertar l'interès de Luigi Pigorini, director del Museu Prehistòric i Etnogràfic de Roma, on es conservava el conjunt arqueològic de la tomba Bernardini, i va demanar-li'n més detalls. Karo li respongué amb una carta el 21 de desembre de 1900, en què li explicà que sabia per Helbig que Francesco Martinetti havia comprat la fíbula al cap de les excavacions de Palestrina, el qual, al seu torn, assegurava que havia estat robada, no sabia per qui, de la rica tomba de Palestrina que hom anomena "Tomba del Tresor", nom amb què era coneguda la tomba Bernardini. Resultava que Helbig havia volgut encobrir les persones implicades en el robatori perquè en el moment de la publicació de l'objecte encara eren vives. No obstant això, encara hi havia un problema, perquè la tomba en qüestió s'havia excavat sis anys abans de la data en què, segons Helbig, s'havia comprat la fíbula. Tot i això, Pigorini va fer moure la fíbula al seu museu uns mesos més tard, ja entrat el 1901, per col·locar-la amb el conjunt de la tomba.
Al llarg dels propers anys començaren a sorgir dubtes sobre la pertinença de la fíbula al conjunt de la tomba Bernardini, Giovanni Pinza la qüestionà ja el 1905, seguit per C. Densmore Curtis el 1919 i pel mateix Georg Karo, un cop ja mort Pinza, el 1925. Aquests dubtes van tenir tanta força que, quan la tomba Bernardini fou traslladada el 1960 al Museo Villa Giulia, la fíbula romangué al Museo Pigorini, l'Etnogràfic de Roma (així reanomenat d'ençà la mort del seu exdirector el 1925).

## Les acusacions de falsedat
Ja a la mateixa publicació on Helbig presentava la fíbula el filòleg Giacomo Lignana insinuava que la inscripció podia ser falsa i haver estat gravada en època moderna. Diversos autors a través dels anys van fer notar els problemes d'autenticitat de la fíbula, sobretot a causa de la irregularitat de la seva troballa.
No obstant això, no va ser fins al 1980 que hom va creure que era falsa. Entre 1980 i 1991, Margherita Guarducci, prestigiosa epigrafista i arqueòloga italiana, va publicar diversos estudis on assegurava que l'objecte i la inscripció de la fíbula eren falsificacions fetes per Wolfang Helbig en col·laboració amb Francesco Martinetti, per raons, segons ella, de prestigi acadèmic i guany econòmic.
Ignasi-Xavier Adiego, en el seu article sobre la fíbula, descriu molt sintèticament la mena d'acusacions que va fer Guarducci:
L'estudi de Guarducci es basa, en gran manera, en una argumentació ad hominem, com molt bé ha denunciar Franchi de Bellis en diferents treballs: l'interès fonamental de l'epigrafista italiana, i el que més pàgines ocupa de la seva monografia, és la presentació de Wolfang Helbig com un personatge que, per diferents aspectes de la seva biografia, i pel seu comportament amb relació a la fíbula, reuneix totes les característiques per ser considerat l'autor d'una gran impostura, el falsificador del presumpte primer monument de la llengua llatina. Val a dir que utilitzar aspectes, aparentment sospitosos, de la vida professional i personal de Helbig per llançar dubtes sobre l'autenticitat de la fíbula és un exemple de manual del que hom coneix com una fal·làcia ad hominem de tipus abusiu: la fíbula i la seva inscripció són falses perquè el seu descobridor no va dur, aparentment, una vida honorable.
Tot i això, les afirmacions de Guarducci van esdevenir communis opinio i durant diversos anys hom va creure que l'objecte es tractava d'una falsificació vuitcentista. Moltes publicacions havíen fet èmfasi en els trets lingüístics de la inscripció per certificar la seva autenticitat, però no va ser fins a les proves arqueològiques fetes el 2011 per Edilberto Formigli, restaurador i professor universitari de Ciències Aplicades als Béns Culturals, i Daniela Ferro, química de l'Institut Italià per a l'estudi dels materials nanoestructurats, que s'ha deixat de posar en dubte l'autenticitat de la peça.

## La inscripció
La frase, que està escrita de dreta a esquerra i amb alfabet grec-etrusc, catalogada al CIL I², 3 i CIL XIV, 4123, diu el següent: 
| Inscripció                                                    |
| MANIOS MED FHEFHAKED NVMASIOI /mánios med fhéfhaked numásioi/ |

Que traduït al llatí clàssic seria:
MANIUS ME FECIT NUMERIO
/mánius me fékit numério/
I traduït al català:
«Mani em va fer per a en Numasi»
És un tipus d'inscripció molt comuna a l'epigrafia etrusca, grega i itàlica antiga, sobretot als instrumenta domestica. Aquest tipus d'inscripció s'anomena d'"objecte parlant", perquè és la pròpia peça (en aquest cas, la fíbula) la que parla en primera persona i explica al lector qui la va encarregar i qui la va rebre, segurament, com a regal. Hi ha altres inscripcions semblants al vas de Duenos i a la Cista Ficoroni.

## Anàlisi lingüística de la inscripció

### Onomàstica
En aquesta inscripció apareixen dos noms de persona, expressats sense patronímic ni nom familiar, com és comú en inscripcions etrusques entre els segles VIII i VI aC que parlen de personatges d'alt nivell social.

#### Manios
És un praenomen molt ben documentat en època clàssica romana, amb la forma de nominatiu singular Manius. A la inscripció apareix la forma arcaica, en què la vocal temàtica -o de la síl·laba final encara no ha patit el tancament en -u.

#### Numasioi
El nom, procedent d'un nominatiu Numasios, apareix en cas datiu. Conserva també la desinència arcaica, -oi, que en època clàssica monoftongarà en una -o llarga. Tampoc no ha patit encara el fenomen de rotacisme de la -s- intervocàlica, ni el tancament de la -a- breu interior de paraula en una -e-, perquè no es troba encara en contacte amb la -r- que permetria aquest canvi. Així doncs, hom diu que equivaldria a la forma en llatí clàssic Numerio.
L'origen d'aquest nom és el que va servir a molts estudiosos per posar en dubte l'autenticitat de la inscripció, ja que defensaven que era una forma inventada per Helbig a partir de la forma clàssica Numerius. No obstant això, la descoberta d'una inscripció etrusca on apareix un nom familiar "numasianas" ha servit per donar una explicació a aquest nom, que tindria origen etrusc.
Segons De Simone, seria una fusió entre el nom etrusc "Numa" i el sufix onomàstic, també etrusc, "-sie", que donaria una forma del nom etrusc Numasie que hauria estat llatinitzat en època arcaica com Numasios. En relació amb això, esperaríem que el nom familiar que trobem a la inscripció etrusca fos "numasienas", la qual cosa De Simone explica com una forma més antiga del sufix, que hauria estat originàriament "-sia", almenys, en interior de paraula.

### Pronom personal
La inscripció presenta el pronom personal de primera persona singular en la seva forma arcaica d'acusatiu, acabat en -d: "med" (traduït en català com "em"). El seu equivalent en llatí clàssic és "me".

### Morfologia verbal
La forma realment particular i més difícil d'explicar d’aquesta inscripció és el verb, una forma insòlita del verb facere, "fer". La desinència -ed està ben documentada i correspon a la desinència secundària de tercera persona singular en llatí arcaic, equivalent al llatí clàssic "-it".
El verb, transcrit habitualment com vhevhaked (on escrivim -vh- per a l'expressió de les fricatives labiodentals, semblants al so /f/ del llatí clàssic), apareix en perfet, "va fer", però no presenta la forma més esperable i també testimoniada fecid (a la cista Ficoroni). Aquest perfet presenta, en canvi, l'arrel d'infectum (és a dir, el tema de present) en lloc de la de perfet ("feci"), i una reduplicació, a la manera d'altres perfets llatins (com cecini "vaig cantar", de cano "canto"; cecidi "vaig caure", de cado "caic"; per exemple).
S'han trobat formes amb reduplicació per a aquest mateix verb en altres llengües itàliques, així com amb l'arrel "fak-" en el perfet. De fet, el llatí és l'única llengua d'aquest grup que presenta una forma de perfet del verb "fer" amb l'arrel "fek-".
| Arrel           | fak-    | fek-  |
| --------------- | ------- | ----- |
| paleo-sabèl·lic | face    |       |
| vestí           | face    |       |
| umbre           | fak-    |       |
| osc             | fefak-  |       |
| vènet           | fagsto  |       |
| llatí           | fefaked | feced |
| falisc          | faked   |       |

A l'hora de donar una explicació a aquesta forma verbal insòlita en llatí, doncs, hi ha qui la descriu com una forma influïda per les altres llengües itàliques, i especialment les sabèl·liques. Consideraríen, doncs, que la forma és dialectal (cal recordar que l'antiga Preneste es trobava a uns quaranta quilòmetres de Roma) i presenta una innovació procedent d'una zona on la reduplicació és un mètode molt més productiu per a la formació de perfets. Hi ha qui, en canvi, considera que era una forma alternativa del perfet, i que en època arcaica convivia amb l'altra forma "feced" que s'acabà imposant.
Una altra particularitat d'aquesta forma és que a la inscripció l'arrel verbal apareix separada de la reduplicació per una interpunció de tres punts quan, a més a més, a la resta de la inscripció s'usa una interpunció de dos punts (:). Aquest fet s'ha posat en relació amb una inscripció falisca trobada el 1889, l'únic altre cas d'un verb que presenta aquest tipus d'interpunció entre l'arrel i la reduplicació ("pe:parai"). Adiego proposa que aquesta separació es pugui donar com a producte d'una assimilació entre reduplicació i preverbi, ja que hi ha un parell d'inscripcions llatines que presenten interpunció entre el preverbi i l'arrel ("ad·versariorum" i "in·venit").

## L'autenticitat de la inscripció
Més enllà de les proves químiques i arqueològiques, l'autenticitat de la peça i, per tant, de la inscripció que hi ha gravada, es pot garantir per la mateixa anàlisi lingüística d'aquesta, ja que presenta unes particularitats que no eren conegudes abans del segle XX i que de cap manera Helbig es va poder inventar.

### a) Tema Numasio-
La forma del nom "Numasioi" de la inscripció és el primer fet que va cridar l'atenció dels detractors de la inscripció. Difícilment es podia explicar a partir de la forma del llatí clàssic Numerius, ja que no hi havia una explicació aparent per al canvi de "-a-" a "-e-". En canvi, la descoberta de la inscripció etrusca, que no va ser publicada fins al 2009, amb el gentilici "numasiana" va donar una explicació coherent que Helbig no hauria pogut suposar.

### b) Tema de perfet reduplicat amb vocalisme "a"
Les formes sabèl·liques i falisques que han donat exemples paral·lels a aquesta forma verbal van ser trobades després de la publicació de la fíbula, de manera que Helbig, altra vegada, no hauria tingut manera de crear la forma de perfet reduplicat. Tot i que els detractors de la inscripció consideraren que s'havia basat en altres formes llatines, tipus fefelli (de fallo), segueix sent un argument amb mancances, perquè no explicaria, doncs, d'on va treure Helbig el vocalisme en "a" de l'arrel, quan hauria estat lògic que posés el vocalisme propi del tema de perfet (un suposat * fefecit). Aquest timbre vocàlic només es pot explicar amb relació a les formes en osc i falisc, que van ser publicades després que la fíbula.
El mateix passaria amb la separació per interpunció entre la reduplicació i l'arrel verbal, que no es va trobar en una inscripció falisca fins al 1889.

### c) Dígraf FH per a la fricativa labio-dental
Les lletres amb què s'expressa el so de la fricativa labio-dental /f/ de la inscripció són completament inesperats per a un estudiós del finals del segle xix. Presenta un dígraf compost per la digamma grega i la heta grega que també s'ha trobat a algunes inscripcions etrusques i venètiques i que, fins a la seva descoberta a la fíbula, no s'havia pogut interpretar adeqüadament. A més a més, aquest dígraf explicaria la grafia "8" etrusca per a la /f/, així com l'ús de la digamma (F) per al so /f/ en llatí.